# Kosta Panica

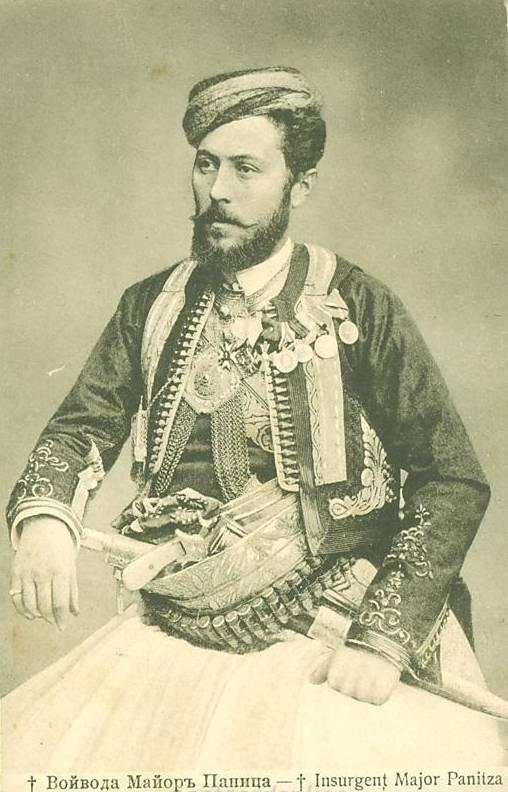
Kosta Panica von 1890

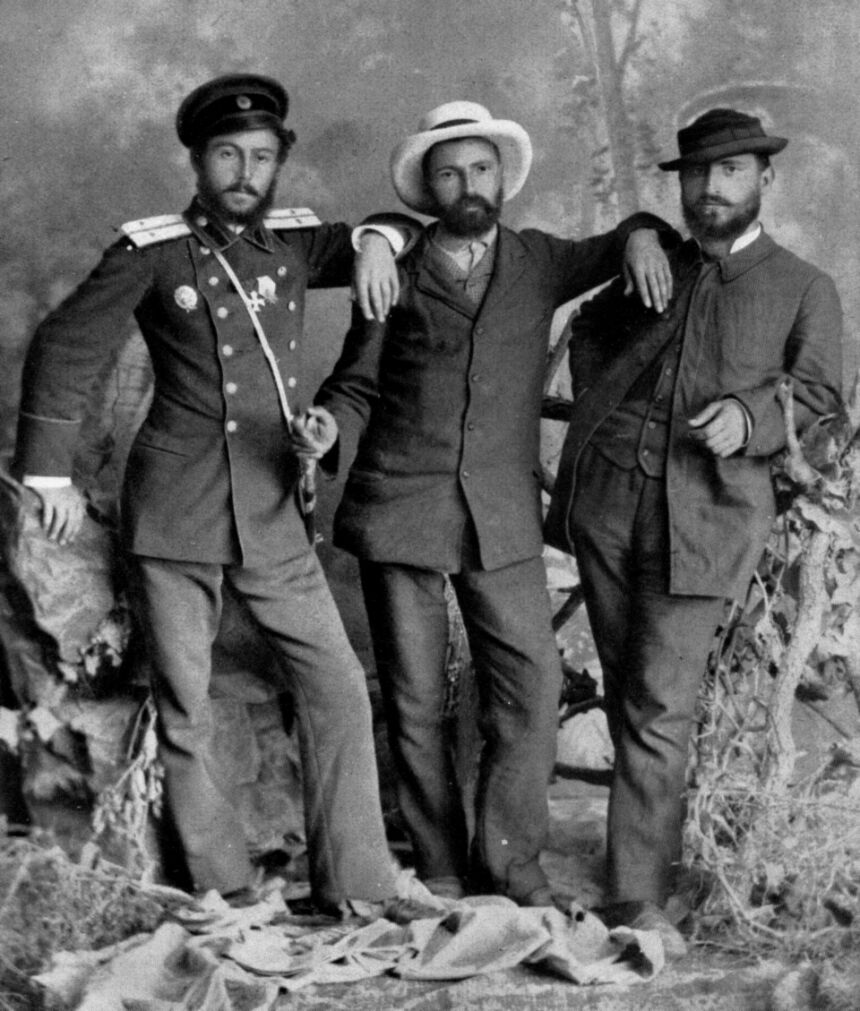
Zusammen für die Vereinigung: Hauptmann Panica, Sachari Stojanow und Dimitar Rizoff

Konstantin Atanasow Panica (gebräuchliche Transkription: Konstantin Atanasov Panitsa; bulgarisch Константин Атанасов Паница; * 12. März 1857 in Weliko Tarnowo; † 26. Juni 1890 in Sofia), bekannt unter seinem Kosenamen Kosta Panica (bulgarisch Коста Паница) war ein bulgarischer Freiheitskämpfer und Militär.

## Leben
Kosta Panica beteiligte sich 1876 am April-Aufstand und am Serbisch-Türkischen Krieg. Im selben Jahr trat er auch in die militärische Infanterieschule in Odessa ein. Nach dem Beginn des Russisch-Türkischen Krieges von 1877 bis 1878 brach Kosta Panica die Ausbildung in der Militärschule ab und zog als Freiwilliger im bulgarischen Freiwilligenkorps in den Krieg. Nach der Befreiung Bulgariens diente er für kurze Zeit bei den ostrumelischen Milizen und beteiligte sich am Kresna-Raslog-Aufstand, der gegen die Teilung Bulgariens nach dem Berliner Kongress gerichtet war. Danach kehrte er nach Russland zurück, wo er die Militärakademie und die juristische Fakultät der Universität in St. Petersburg abschloss.
Nach seiner Rückkehr in das neu geschaffene Fürstentum Bulgarien schloss sich Panica den Kampf der Bulgaren aus Makedonien und Ostrumelien für dessen Befreiung an. Im Jahre 1885 wurde Panica Vorsitzender des bulgarischen Makedonisch Revolutionären Zentralkomitees „Iskra“ und Mitglied des Bulgarischen geheimen revolutionären Zentralkomitee (BGRZK).
Als Mitglied des BGRZK nahm er an der Vorbereitung und Durchführung der Vereinigung Ostrumeliens mit dem Fürstentum Bulgarien am 6. September 1885 teil. Am darauffolgenden serbisch-bulgarischen Krieg nimmt er im Rang eines Majors teil. Unter seiner Führung schlug die bulgarische Armee in der Schlacht bei Sliwniza die serbischen Einheiten bei Ropot und Komschtiza. In der Schlacht von Pirot führte er 1600 bulgarische Freiwillige aus Makedonien an.
Nach der Absetzung des bulgarischen Fürsten Alexander I. Battenberg, der von Panica unterstützt wurde, unterstützte Panica den Gegenputsch und die anschließende Regierung von Stefan Stambolow. Als jedoch Stambolow eine gemäßigte Politik gegenüber Makedonien einschlug, wendete sich Panica von ihm ab und versuchte gemeinsam mit anderen Makedonische Bulgaren ihn mehrmals zu ermorden. Bei einem dieser Versuche wurde er verhaftet und anschließend zum Tode verurteilt und am 26. Juni 1890 in Sofia hingerichtet.